# この夏は忘れない
『この夏は忘れない 〜BORDERLINE〜』（このなつはわすれない）は、テレビ東京で放送されたドキュメンタリー番組。放送時間は毎週日曜日の22:54から23:24までで、放映期間は2004年4月4日から同年9月26日までの全25回。

## 概要
坂口憲二が2004年4月から6か月間にわたって12か国を回り、サーフィンを通じて現地の人と交流を深めていく姿を追ったものである。

## スタッフ
- 語り：油井昌由樹
- 構成：小原信治
- 撮影：原正美（当時 V-OUT）
- 編集：桜井一成
- MA：赤松茂雄（ARTPLAZA）
- 音響効果：中田圭三（4-Legs）
- 企画協力：K-DASH
- ディレクター：森脇美樹
- 演出：関眞也（グラムクリエイティブ）
- スーパーバイザー：角井英之（イースト）
- プロデューサー：清水俊雄（テレビ東京）、竹田正哉（電通）、吉田裕和（電通C&E）、佐藤哲也（ホリプロ）
- 製作：テレビ東京、ホリプロ、EAST RIGHTS

## DVD
- 坂口憲二 この夏は忘れない 〜俺的地球放浪〜